# 仕事学のすすめ
仕事学のすすめ（しごとがく- ）は、NHK教育テレビジョンとNHKワールド・プレミアムで2010年4月1日から2013年3月28日まで放映された教養番組である。副音声解説放送および字幕放送を付加した。2015年4月から「ラジオ 仕事学のすすめ」としてNHKラジオ第2で放送される。

## 「仕事学のすすめ」

### 概要
2009年度まで放送された知るを楽しむ（知る楽）が2010年度から各曜日がそれぞれ独立した番組となった。木曜日はシリーズタイトルを引き継ぎ、毎月1人の語り手（経営者、クリエイターなど）から経営や仕事などのノウハウを、トランスレーター（聞き手）が引き出し、4回シリーズで深く掘り下げる内容である。2011年度は放送曜日が水曜日に、2012年度は放送曜日が木曜日に移行した。NHK出版よりテキスト「仕事学のすすめ」（月刊、2010年度までは知楽遊学シリーズとして隔月刊）が発行された（2012年度は未発売）。

### トランスレーター（聞き手）
- 勝間和代（2010年4月、5月、7月、10月、11月、2011年1月、3月、4月、6月、10月、12月、2012年3月）
- 藤巻幸夫（2010年6月）
- 野田稔（2011年5月、7月、9月、11月、2012年4月～）

番組開始当初は2ヶ月おきに務める模様であったが、変更されている。
2011年度は、勝間のみが聞き手になる予定だったが、現在は、野田も交互で聞き手を担当した。
2012年度は、野田のみが聞き手。

### 語り
- 竹本英史（ナレーター）（2010年度）
- 黒沢保裕、小野卓司、原田裕和、藤崎弘士、出山知樹、瀧川剛史、江藤泰彦、糸井羊司（NHKアナウンサー）ほか（2011年度）
- 大野済也、安部みちこ、中谷文彦、糸井羊司、西堀裕美、小林千恵、阿部陽子、渡邊佐和子（NHKアナウンサー）、井上喜久子（声優）、國村隼（俳優）（2012年度）

### 放送日時
過去の放送日時
- 2012年度（NHK Eテレ）
  - 初回放送：木曜日 23:00 - 23:25（25分）
  - 再放送：土曜日 15:00 - 15:25
- 2011年度（NHK教育）
  - 初回放送：水曜日 22:25 - 22:50
  - 再放送：翌週水曜日 5:35 - 6:00、13:05 - 13:30
- 2011年度（NHKワールド・プレミアム）
  - 木曜日 13:05 - 13:00（JST）
- 2010年度（NHK教育）
  - 初回放送：木曜日 22:25 - 22:50
  - 再放送：翌週木曜日 5:35 - 6:00およびデジタル教育3で同日15:25 - 15:50
- 2010年度（NHKワールド・プレミアム）
  - 日曜日 11:00 - 11:25（JST）

### 放送内容
1. 2010年4月度「人間力養成術」（語り手・丹羽宇一郎）
2. 2010年5月度「ヒットを生み出す企画力」（語り手・秋元康）
3. 2010年6月度「夢を実現するためのマネジメントとは何か」（語り手・渡邉美樹）
4. 2010年7月度「世界を制した菓子作り」（語り手・辻口博啓）
5. 2010年8月度「ヒットを生み出す企画力」（語り手・秋元康）- 2010年5月度の再放送。
6. 2010年9月度「部下を信じるリーダー術」（語り手・星野佳路）
7. 2010年10月度「世界を見据えたベンチャーマインド」（語り手・南場智子）
8. 2010年11月度「人間力を高めるコーチング」（語り手・平井伯昌）
9. 2010年12月度「人間力養成術」（語り手・丹羽宇一郎）- 2010年4月度の再放送。
10. 2011年1月度「病院を変える突破力」（語り手・亀田信介）
11. 2011年2月度「世界を制した菓子作り」（語り手・辻口博啓）- 2010年7月度の再放送。

2011年1月中旬時点では林原（現・ナガセヴィータ）の社長であった林原健を講師とする「世界に発信する独創力」を放送する予定で、テキストも発刊されていたが、差し替えとなった。これは当時経営不振のため林原健が社長を辞したためのもの。なお2月10日に放送された再放映の後の予告編では放送局の手違いで林原の話を放送することを紹介したが、20分後にスーパーインポーズで訂正・お詫び放送をした。
1. 2011年3月度「超多忙流　創造術」（語り手・堤幸彦）
2. 2011年4月度「不況をチャンスに変える」（語り手・似鳥昭雄）
3. 2011年5月度「マネジメントは動物園に学べ」（語り手・小菅正夫）
4. 2011年6月度「高い塔から水平線を見渡せ」（語り手・川口淳一郎）
5. 2011年7月度「ダントツをめざせ」（語り手・坂根正弘）
6. 2011年8月度「不況をチャンスに変える」（語り手・似鳥昭雄）- 2011年4月度の再放送。
7. 2011年9月度「司法試験流・知的生産術」（語り手・伊藤真）
8. 2011年10月度「まちづくりマネジメントはこう行え」（語り手・西郷真理子）
9. 2011年11月度「こうして企業は再生する」（語り手・大久保恒夫）
10. 2011年12月度「競争しない中小企業経営術」（語り手・小宮山栄）
11. 2012年1月度「お客様に誠実であれ」（語り手・唐池恒二）
12. 2012年2月度「司法試験流・知的生産術」（語り手・伊藤真）- 2011年9月度の再放送。
13. 2012年3月度「自ら仕事を創造せよ」（語り手・安藤忠雄）
14. 2012年4月度「舞台流コミュニケーション術」（語り手・宮本亜門）
15. 2012年5月度「人生哲学的仕事論」（語り手・姜尚中）
16. 2012年6月度「生涯現役の女性仕事術」（語り手・コシノヒロコ）
17. 2012年7月度「人を幸せにする企画術」（語り手・小山薫堂）
18. 2012年8月度「舞台流コミュニケーション術」（語り手・宮本亜門）- 2012年4月度の再放送。
19. 2012年9月度「冒険（ベンチャー）スピリットが扉を開く」（語り手・三浦雄一郎）
20. 2012年10月度「社長力って何だ？」（語り手・太田光代）
21. 2012年11月度「日本一予約がとれない店の秘密」（語り手・落合務）
22. 2012年12月度「17万人の全員経営」（語り手・瀬戸薫）
23. 2013年1月度「26歳最年少上場社長のヒミツ」（語り手・村上太一）- 2回放送。
24. 2013年1月度「立ち食いそば屋人情派」（語り手・丹道夫）- 2回放送。
25. 2013年2月度「雪国で紡ぐファッションの夢」（語り手・佐藤正樹）- 2回放送。
26. 2013年2月度「ハイテンション社長の売り方指南」（語り手・髙田明）- 2回放送。
27. 2013年3月度「社長力って何だ？」（語り手・太田光代）- 2012年10月度の再放送。

## 「ラジオ 仕事学のすすめ」
2015年4月からNHKラジオ第2で放送されている。同番組では、上記のテレビ版の内容をラジオ向けに1テーマ2回の前後編・合計8回に再構成した講義のほか、ラジオオリジナルの講義（この時は主に山崎将志が講師を務め、月末（第4週）には「ビジネストーク」と題したゲストとの対談）を行う月もある。

### 放送日時
- 初回放送：木曜日 22:15 - 22:30（15分）、金曜日 22:15 - 22:30（15分）
- 再放送：日曜日 9:00 - 9:30、22:00 - 22:30、木曜日・金曜日9:30 - 9:45